# غار کبوتری شیخی
غار کبوتری شیخی مربوط به دوران فرادیرینه‌سنگی است و در شهرستان ممسنی، بخش رستم، دهستان رستم ۱، ۱ کیلومتری شمال شرق روستای شیخی زیردو واقع شده و این اثر در تاریخ ۳۰ بهمن ۱۳۸۶ با شمارهٔ ثبت ۲۰۸۶۴ به‌عنوان یکی از آثار ملی ایران به ثبت رسیده است.